# Krk (grad)
Krk je grad na zapadu Hrvatske, na otoku Krku. Lokalno mu je ime na čakavskom narječju Veja,  prema tal. Veglia.[nedostaje izvor]

## Povijest
Otok Krk, ljudsko je stanište već oko 10 000 − 15 000 godina prije Krista. Prvi poznati stanovnici Krka bili su Japodi, ilirsko pleme, njih su nasljedili Liburni. U njihovo vrijeme, sve kvarnerske otoke Grci su zvali Apsyrtides i Elektrides (Jantarni otoci) jer se preko njih odvijala trgovina vrlo cijenjenim jantarom s Baltika za cijelo Sredozemlje .
Grad Krk, je jedno od najstarijih urbanih naselja u Hrvatskoj, neki drže[nedostaje izvor] da je i Homer znao za Krk, jer on spominje u svom epu neki Koureto, po njima riječ je o Krku.

### Krk za vrijeme antike
Osnivači grada bili su Iliri iz Liburnskog plemena Curicta, to ime je označavalo one koje nastanjuju kameni otok (Kar-ikt) po njima je grad dobio svoje rimsko ime Curicum (Splendissima civitas Curictarum=Presjajni grad Krčana, je natpis pronađen je na antičkom nadgrobnom kamenu iz IV. stoljeća), a njegovim skraćivanjem došlo se i do hrvatskog imena otoka i grada Kark, Kerk do Krk. Već za ilirskih vremena grad je bio utvrđen zidinama.
Međutim, postoje i drukčija mišljenja prema kojima je još prije Japoda na Krku živjelo neko pleme koje nije bilo ilirskog podrijetla, danas se nazivaju Kirijati ili slično. O njima se ne zna ništa, niti kojoj su skupini naroda pripadali, ali se vjeruje se da su upravo oni osnovali današnji grad Krk. Temeljni argument takvoj teoriji je vrlo uvjerljiv. Naime, Iliri, a naročito Liburni, su osnivali svoja naselja na strateški povoljnim lokacijama, na uzvisinama s kojih se vidi čitava okolina, a kako bi bili spremni za eventualne napade. Zbog toga se danas smatra da su Iliri imali svoja naselja na gotovo svakoj uzvisini, vrhu koji se još dan-danas naziva Gradec, Gradina, ili slično, a kasnije romanizirano Kaslir, Kastrum, Kastel, Kaštel i slično. Takvih je toponima po Krku, ali i svim jadranskim otocima mnogo. Grad Krk je smješten upravo na suprotnoj lokaciji, u nezaštićenoj uvali, u dolini. Kada se usporede srednjovjekovni kašteli Omišalj, Dobrinj, Vrbnik i Baška (prvobitna Baška nalazila se na brdu ponad današnje Baške) koje su u 7. st. Hrvati osnovali na mjestu dotadašnjih ilirkih naseobina, jasno se uočava suštinska različitost položaja tih kaštela s položajem grada Krka.
Nakon Curicta gradom vladaju Rimljani, iza njihove vladavine i danas su vidljivi tragovi; dijelovi gradskih zidina, ostatci termi i brojna kamena plastika s njihovih nekropola, ali i ona koja je kasnije ugrađena u novije objekte; poput kapitela po crkvama i luneta po privatnim kućama.
Još za rimske vladavine u 3. st. i 4. stoljeću u Krk dolazi kršćanstvo (gradi se prva crkva), a već u 5. st. je Krk sjedište biskupa (prvi znani biskup bio je Andrija 680. god.).
Za velike provale naroda tijekom 7. stoljeća na otok dolaze Avari i Slaveni, ali za razliku od mnogih drugih jadranskih rimskih gradova poput; Salone, Scardona ili Zadra Krk je relativno dobro i mirno prošao. Krk je nastavio živjeti gotovo kao romanski grad do dubokog srednjeg vijeka. Nakon propasti Zapadnog rimskog carstva Krk postaje dio bizantske teme, tada mijenja ime u Vekla (grčki: Βέκλα) od tuda potječe i talijansko ime grada i otoka Veglia. 

### Krk u srednjem vijeku
Krk 1001. godine zauzimaju Mlečani, zatim je jedno kratko vrijeme pod vlašću Hrvatske države za kraljeva Petra Krešimira IV., Dmitra Zvonimira i Stjepana II., ali ga već 1118. godine zauzimaju ponovno Mlečani, međutim sve do 1480. g. Mlečani nisu mogli uspostaviti izravnu vlast nad otokom Krkom.
Kada Mlečani osvojili Krk po drugi put 1118. godine, u njemu se već promijenilo društveno uređenje, iz rimsko-ranokršćanske organizacije grada u rano feudalni poredak. U Krku se izdvojila lokalna plemićka obitelj (oni se od 1430. god. zovu Frankopani) koji su postali Krčki knezovi. Utemeljitelj te obitelji bio je Dujam (Duymus comes), on je nastavio vladati Krkom kao mletački vazal. Dujam je umro 1163. godine, a vlast je naslijedio njegov sin Vid (comiti Guidoni de Vegla) ali je za tu kneževsku titulu morao platiti Veneciji 350 bizantskih zlatnika. Njegov brat (ili bratić) Bartol (umro 1209. g.) postao je vazal hrvatsko-ugarskog kralja Bele III., koji mu je kao nagradu za vjernost dodijelio 1193. godine županiju Modruš. U vrlo kratkom vremenu Frankopani su stekli ogromne posjede po čitavoj Hrvatskoj, i postali jedna od najmoćnijih hrvatskih feudalnih obitelji. Zbog prevelikog jačanja moći Mletačka Republika ih je skinula s pozicije Krčkih knezova između 1251. – 1260. godine, tako da su otada širili svoju vlast isključivo na kopnu sve do smaknuća Frana Krste Frankopana 1671. u Bečkom Novom Mjestu, ali su se vratili na vlast kao Krčki knezovi i vladali sve do 1480. godine.

### Krk u vrijeme izravne Mletačke uprave (1480.−1797. godine)
Krk je bio posljednji otok na Jadranu koji je postao posjed Presvijetle Republike Svetog Marka, 1480. godine. Venecija je prevarila tadašnjeg Krčkog kneza Ivana VII. Franopana te ga odvela u venecijansko zarobljeništvo. Od tada je gradom i otokom upravljao mletački providur tj. upravitelj, koji je bio neki od mletačkih plemića, ali je uz njega dio upravnih ovlasti imalo i Malo te Veliko vijeće uz određenu autonomiju prema providuru. Vlast je dakle ustanovljena po uzoru na metropolu - Veneciju, i na Krku je kler bio pod kontrolom dužda i njegova providura, ali postojao je izvjestan paradoks - javni dokumenti pisani su glagoljicom, koja je ovdje bila raširenija nego bilo gdje drugdje. Početkom 16. stoljeća zbog velikih osvajanja osmanlija, na otok, a i sam grad Krk došle su mnoge izbjeglice s kopna.

### Krk za vrijeme Austrijske uprave
Nakon pada Venecije 1797. godine, grad i otok bilu su jedno kraće vrijeme (1806. – 1813.) dio Napoleonovih ilirskih provincija. Nakon toga vlast je preuzela Austrija, ona je 1822. godine izdvojila Kvarnerske otoke iz Dalmacije, te ih upravno vezala za Istru, tako da su došli pod izravnu vlast Beča. Za austrijske uprave Krk je uz Kastav postao središte Hrvatskog narodnog preporoda u Hrvatskom primorju, te je odigrao značajnu ulogu u širenju hrvatske prosvjete i kulture.

### Krk u 20. stoljeću
Jedno kraće vrijeme 1918. – 1920. god. grad i otok okupiraju Talijani, a zatim je u sastavu Kraljevine SHS pa potom Kraljevine Jugoslavije. Između dva rata počinje se razvijati turizam u gradu, grade se prvi hoteli. Talijani ponovno okupiraju otok i grad za Drugog svjetskog rata 1940. – 1943., njih nasljeđuju Nijemci 1943. – 1945. Nakon rata Krk postaje dio FNR Jugoslavije, od tada se grad okreće razvoju turizma, koji se osobito razvio nakon izgradnje Krčkog mosta i zračne luke na Krku. Tad je izgrađene i prva otočka magistralna prometnica kojom je Krk povezan s Jadranskom magistralom i unutrašnjošću zemlje. Grad Krk danas je administrativno, političko, gospodarsko i vjersko središte otoka Krka.

## Zemljopisne odlike
Grad se smjestio na jugozapadnom dijelu otoka, u prostranoj uvali koja graniči s Puntarskom dragom.

## Gradska naselja
Grad Krk se sastoji od 15 naselja: Bajčići, Brusići, Brzac, Kornić, Krk, Lakmartin, Linardići, Milohnići, Muraj, Nenadići, Pinezići, Poljica, Skrbčići, Vrh i Žgaljići.

## Stanovništvo

### Popis 2001.
Nakon Malog Lošinja, Krk je najveće otočno naselje na Jadranu.
naselje        broj stanovnika
- Bajčići               127
- Brusići               52
- Brzac              137
- Kornić             325
- Krk                3364
- Lakmartin                   20
- Linardići     102
- Milohnići 82
- Muraj 11
- Nenadići 125
- Pinezići 134
- Poljica 62
- Skrbčići 145
- Vrh 769
- Žgaljići 36

ukupno Grad Krk      5491

### Popis 1991.
| broj stanovnika | 3118  | 3427  | 3531  | 3874  | 3902  | 4173  | 3937  | 4184  | 4104  | 4045  | 3633  | 3586  | 3982  | 4997  | 5491  | 6281  | 6816  |
|                 | 1857. | 1869. | 1880. | 1890. | 1900. | 1910. | 1921. | 1931. | 1948. | 1953. | 1961. | 1971. | 1981. | 1991. | 2001. | 2011. | 2021. |

| broj stanovnika | 1440  | 1582  | 1592  | 1620  | 1648  | 1778  | 1411  | 1812  | 1473  | 1470  | 1280  | 1531  | 2077  | 3022  | 3364  | 3730  | 3935  |
|                 | 1857. | 1869. | 1880. | 1890. | 1900. | 1910. | 1921. | 1931. | 1948. | 1953. | 1961. | 1971. | 1981. | 1991. | 2001. | 2011. | 2021. |

## Uprava
Administrativno je središte drugog po veličini jadranskog otoka. Od 1945. g. do preustroja samouprave 1992. g. Krk je bio sjedište istoimene općine koja je obuhvaćala čitav otok te okolne nenaselje otoke i otočiće. Nakon 1992. g. područje otoka Krka podijeljeno je između 6 općina i Grada Krka kojem je pripao zapadni dio otoka.
Područje Grada krka može se podijeliti na dvije cjeline:
1. područje oko samog naselja Krk ( Krk, Vrh, Kosić, Salatić, Lakmartin, Muraj, Kornić ) te
2. Šotovento.

## Gospodarstvo
Infrastrukturno i ekonomski je najrazvijeniji hrvatski otočni grad. U gradu je sjedište GP Krk, najveće građevinske tvrtke na području županije.

## Svjetlovodna mreža
Grad Krk je 2009. godine pokrenuo projekt realizacije gradske svjetlovodne mreže kao djela komunalne infrastrukture. S tim projektom Grad Krk želi izgraditi svjetlovodnu infrastrukturu do svakog domaćinstva i do svakog poslovnog subjekta na području cijelog Grada, dakle samog mjesta Krk i 14 okolnih naselja. Područje zahvata obuhvaća 6243 stanovnika i 6000 stambenih jedinica. Krenulo se s izradom studije izvodljivosti, a ubrzo nakon toga i s izradom idejnog plana. Početkom 2013. godine dobivena je lokacijska dozvola, a idući korak je izrada glavnog projekta i dobivanje građevinske dozvole te prijava za sredstva iz Strukturnog fonda EU. Svake se godine proširuje obuhvat mreže, a potrošnja električne energije se smanjuje zbog zamijene za LED žarulje.

## Poznate osobe
- mons. Antun Mahnić, krčki biskup

## Spomenici i znamenitosti

### Krčka katedrala Uznesenja Marijina
Krčka katedrala dominira vizurom grada Krka, podignuta je na uzvišenom dijelu koji dominira nad cijelom uvalom. Uz katedralu zbilo se više sakralnih objekata, najpoznatiji od njih je dvojna crkva sv. Kvirina i sv. Margarete. 
Za vrijeme arheoloških iskapanja provedenih između 1956. i 1963. godine uz sjeverni zid katedrale otkrivene su Rimske terme iz 1. stoljeća, otkopan je podni mozaik koji je očuvan u cisterni, ostali dijelovi su još pokriveni zemljom. Prema nekim izvorima već u 3. ili 4. stoljeću dio termi preuređen je u crkvu, a krajem 5. stoljeća izgrađena je i ranokršćanska bazilika na čijim je temeljima podignuta današnja 
katedrala. U skladu s tadašnjim običajem, krstionica je bila izgrađena pored crkve na prostoru jednog od bazena termi, kao posebni objekt, koji se koristio sve do 1565. godine. Kasnije je krstionica priključena prostoru crkve, a otkrivena je za iskapanja 1966. godine kada je otkrivena ploča s natpisom: Piscina antiqui baptisterii. 
Svoj današnji izgled katedrala duguje romanici jer je izgrađena najvećim dijelom u 11. i 12. stoljeću. Katedrala ima četrnaest stupova, od njih dvanaest ima korintske kapitele, dok je jedan kapitel u južnom redu klasičan, a jedan (prvi do oltara) u sjevernom redu je ranokršćanski.  Tijekom stoljeća uz bočne zidove crkve izgrađene su brojne kapele s oltarima. Oko 1450. Ivan VII. Frankopan dao je u gotičkom stilu izgraditi kapelu sv. Barbare na čijem su stropu smješteni grbovi obitelji Frankopan. Godine 1500. po nacrtu domaćeg majstora Franje izrađena su dva skupocjena renesansna ambona. Godine 1538. produžena je apsida a 1700. godine, uređen je prostor za orgulje i zbor.

### Lapidarij Volsonis
Volsonis je arheološki lokalitet koji otkriva više od dvije tisuća godina staru povijest grada Krka. Ime je dobio po nadgrobnom spomeniku rimskog dekuriona Volsona (gradskog senatora, jednog od vodećih funkcionara u upravi gradova), koji je pronađen pri iskopavanju lokaliteta. U arheloškom lokalitetu Volsonis sačuvana su četiri bedema grada Krka: antički, kasno-antički, srednjovjekovni i renesansni, čime se vidi proces postupnog širenja grada Krka kroz stoljeća. Od bitnijih arheoloških pronalazaka ističu se dva velika i dobro sačuvana Venerina žrtvenika, koji su trenutno jedini na istočnoj obali Jadrana, od Grčke do Italije. Među bitnije arheološke pronalaske spada i kasno-antički bedem, koji je sazidan od ostataka krčkog venerinog hrama - panično srušenog  kako bi se zaštitili pred navalom barbara iz sjeverne i istočne Europe. Pronađeno je i nekoliko grčkih megalita, ogromnih kamenih blokova koji su u antičkoj Grčkoj bili korišteni isključivo u gradnji gradskih bedema, što ukazuje da je grad Krk prije dolaska rimljana bio grčki grad.

### Gradske zidine
Grad Krk ima treće po veličini zidine u Hrvatskoj, nakon Stona i Dubrovnika. Zidine potječu još iz ilirskog (predrimskog) doba, a obnavljane su i dograđivane tijekom više tisućljeća, ali manje-više na istim mjestima. Grad je s kopnene strane potpuno okružen zidinama, a u njega se moglo ući kroz četvora vrata. Zidine grada određivale su i unutrašnji raspored naselja, koji je sve do kraja 19. stoljeća zadržao svoj srednjovjekovni izgled i tek se početkom 20. stoljeća počeo širiti izvan gradskih zidina.
Najraniji podatak o gradnji zidina grada je kameni natpis, pronađen 1848., za rušenja dijela zidina uz bivšu gradsku vijećnicu na obali. Ovaj natpis objavio je i preveo povjesničar Mommsen 1902. godine u Corpus Inscriptionum latinarum. Iz njega se vidi da je dio zida u dužini od 111 nogu, a visine 20 nogu (tadašnje rimske mjere) bio dograđen za vrijeme rimskog prefekta Krka Turusa Pataliusa, a po Mommsenu to je bilo razdoblje Rimske Republike, vjerojatno 1. stoljeće pr. Kr., zbog oblika slova i riječi. Do dana današnjeg ostali su očuvani značajni dijelovi tih zidina (dio od Gornjih vratiju prema zapadu, gotovo do vijećnice). S južne strane su ostali sačuvani su tek manji fragmenti.
Drugi podatak o gradskim zidinama je iz 1133. godine. 20. ožujka 1131. na grad Krk su navalili stanovnici s kopna (koji su i prije toga pokušali zauzeti grad), Krčani su se uz pomoć Mlečana uspjeli obraniti i otjerati napadače, ali su gradske zidine bile značajno oštećene. Gradske zidine su značajno prepravljene 1489. godine na dijelu uz gradski trg, kad je tu podignuta vijećnica, mol, cisterna, zvonik i još neki objekti. Ovaj dio zida (oko 100 m) trebao je zatvoriti trg i dati mu svečaniji izgled. Na osnovu izvješća kojeg je napisao mletački providur Lauro Grisi 1538. godine, znamo da su tad zidine bile u vrlo lošem stanju, te da je njegov apel urodio plodom te su nakon toga zidine temeljno obnovljene.
Početkom 21. st. Grad krk uz pomoć različitih sponzora, pristupio je novoj obnovi pa i rekontrukciji zidina na mjestima gdje su one bile porušene. Tom se prilikom obnovio čitav istočni dio zidina. Međutim, prilikom rekonstrukcije zapadnog dijela zidina, došlo je do prigovora konzervatora.

### Dvojna crkva sv. Kvirina i sv. Margarete
Najznačajniji romanički objekt u Krku je dvojna crkva, iz 12. stoljeća. Ta crkva je sagrađena na malenom prostoru nasuprot katedrale, koji je dozvoljavao orijentaciju sjever-jug, a ne kako bi trebalo istok-zapad. To je objekt na dva kata, što je velika rijetkost u našim krajevima, u gornjem katu je crkva sv. Kvirina, a u donjem je crkva sv. Margarete (mučenice iz Antiohije). Unutrašnjost crkve podjeljena je lukovima križnog svoda što izlaze iz tla. Srednji brod crkve nose dva velika luka, koja teku usporedna s pročeljem, on zajedno sa zapadnim brodom zatvara prostor crkve s dvije polukružne apside. Crkva nema treći brod (s istočne strane) jer se na tom mjestu nalazi ulica. Apside imaju mali prozorčić, a ulaz u kriptu smješten je s istočne strane, ispod volta pod kojom se nalazi i ulaz u katedralu. U kripti crkve sv. Margarete se u vrijeme posljednjeg kneza Frankopana (1480.) služila misa osuđenicima na smrt. Nakon ukidanja plaćanja obvezne desetine crkvi u 19. stoljeću, prostor crkve postao je skladište katedrale. Crkva je obnovljena 1961. godine, a 1964. vraćen je na izvorno mjesto stari oltar.
Gornja crkva Sv. Kvirina ima gotovo kvadratni tlocrt, a njen srednji i zapadni brod leži na donjoj crkvi, dok joj istočni brod loži na svodu izgrađenom nad prolazom između crkve i katedrale. Crkva ima tri polukružne apside koje s juga izlaze iz tlocrta crkve. Tri crkvena broda odvojena su s dva reda stupova. Apsida središnjeg broda ima tri uska prozora, dok bočne apside imaju po dva. Crkveni pod je izveden od kamenih ploča koje su najvjerojatnije bile uzete s antičkog foruma. Na kaloti zapadne apside nađeni su ostaci freske što je pomoglo pri datiranju crkve u 12. stoljeće. Na istočnom zidu koji graniči s katedralom, postoji jedan mali uzidani romanički prozor. Taj otvor potvrđuje tezu da je u vrijeme izgradnje crkve, taj prostor bio slobodan, jer je katedrala u to vrijeme još uvijek imala mjere izvorne bazilike iz 5. stoljeća s narteksom koji je bio niži od njene ukupne visine.

### Crkva sv. Mihovila arkanđela (danas: Crkva Gospe od zdravlja)
Uz gornja gradska vrata nalazila se benediktinska opatija sv. Mihovila arkanđela. Prvi put je spomenuta u zapisu iz 1271. iako se pretpostavlja da je izgrađena ranije negdje u 11. stoljeću. To je prvi samostan u gradu Krku uz koji je izgrađena i istoimena romanička crkva. Temeljno je obnovljena 1850. godine, nakon epidemije kolere, te je nakon toga posvećena Gospi od zdravlja. To je trobrodna crkva sa zvonikom na pročelju. Nekada je ova crkva imala tri apside od kojih je danas ostala očuvana jedino središnja. Na sjevernom zidu nalaze se tri originalna romanička prozora. Za velike obnove 1850. godine, vraćen je polukružni romanički timpan na svoje izvorno mjesto, iznad ulaznih vrata crkve.
Zvonik kvadratnog tlocrta podignut je uz pročelje crkve istovremeno kad i crkva, danas ima dva kata dok je treći porušen nakon obnove crkve 1855. i zamijenjen današnjom piramidom kojim završava zvonik.

### Benediktinski samostan s crkvom sv. Marije Anđeoske
Crkva se prvi put spominje u oporuci lokalne plemkinje Cecilije Volpe iz 1348. godine, pa se pretpostavlja da su crkva i ženski benediktinski samostan podignuti negdje u isto vrijeme kad i samostan klarisa početkom 13. stoljeća. Velika preinaka napravljena je 1780. godine kad je zdanje barokizirano, tada je u crkvi postavljen oltar majstora Sebastijana Petruccija iz Rijeke. Uz crkvu je podignut i zvonik 1800. godine. Crkva i samostan još i danas su u upotrebi.
Ispočetka je samostan primao za redovnice samo Krčanke plemenita roda, ali kasnije je otvorio vrata načelno svima, s tim da su Krčanke i nadalje imale prednost. Početkom 17. stoljeća samostan je ostao bez redovnica, tada su na poziv Krčkog biskupa došle dvije redovnice s otoka Cresa koje su obnovile samostan.

### Frankopanski kaštel
Frankopanski kaštel na Kamplinu podigli su Krčki knezovi Frankopani, kroz više stoljeća i više generacija. Nakon smrti prvog krčkog kneza Dujma njegovi nasljednici nastavljaju gospodariti otokom i gradom kao mletački vazali, te s vremenom kako su postojali bogatiji, grade i prve značajnije objekte u gradu.
Najstariji objekt koji su podigli je fortifikacijska četverokutna kula uz zgradu biskupije, u kojoj je za njihove vlasti bila smještena i sudnica. O vremenu gradnje govori natpis na luneti iznad ulaza koji kaže da je zdanje podignuto 1191. godine, za biskupa Ivana te knezova Bartula i Vida uz pomoć čitave općine. 
Okrugla kula na sjevernom dijelu kaštela s kosim proširenim donjim dijelom, sagrađena je nakon 
četverokutne, najvjerojatnije u 13. stoljeću. Kula je prvi put obnovljena oko 1480., te potom oko 1600., na njoj je kamena ploča s uklesanim simbolom Mletačke Republike - lavom i natpisom: Aureae Venetorum libertati, koji potječe iz 1500. godine. Ova kula ima dva kata i visoko potkrovlje. U prizemlju su nekoć bila dvoja vrata, jedna koja su vodila na trg Kamplin, te druga koja su vodila u unutrašnjost kaštela. Na istočnom dijelu kaštela nalazi se još jedna četverokutna kula, okrenuta prema moru, dok je na zapadnom dijelu Kamplina bila stražarnica. Unutar kaštela nalazili su se prostori za boravak vojnika.
Ne zna se točno kada je cijeli kompleks kaštela bio završen, ali to je svakako bilo prije 1348. godine. Nešto zapadnije od kaštela, ispod zgrade gdje se danas nalazi biskupska palača, postojala su donja gradska vrata. 
Za njihovo postojanje se zna iz napisa iz 1392., ali su ona zbog svog vrlo nepovoljnog položaja te izloženosti vjetrovima i valovima, bila van upotrebe, tako da su probijena manja vrata na zaklonjenijem mjestu bliže gradskoj luci. Velika donja vrata su po naredbi providura zazidana 1540. godine, ali su kasnije ponovno probijena.

## Odgoj i obrazovanje
- Dječji vrtić Katarina Frankopan[8]
- Osnovna škola Fran Krsto Frankopan Krk[9]
- Srednja škola Hrvatski kralj Zvonimir[10]
- Međunarodna ljetna škola hrvatskoga jezika i kulture[11]

## Kultura
- Centar za kulturu Grada Krka[12]
- Gradska knjižnica Krk[13]

Fakultet hrvatskih studija u Zagrebu organizira Međunarodnu ljetna škola hrvatskoga jezika i kulture za nastavnike i studente hrvatskoga jezika iz iseljeništva.

## Šport
Na području Grada Krka u 2010. godini djelovalo je 18 sportskih klubova. Prema podatcima Grada Krka, sportom se bavi 53 % mladih te lokalne jedinice. Neki od klubova su:
- Jedriličarski klub Plav sa 120-godišnjom tradicijom najstariji je jedriličarski klub na Jadranu.
- Nogometni klub Krk
- Šahovski klub Krk
- Športsko ribolovno društvo Lovrata
- Karate klub Krk Croatia
- Judo klub Krk
- Boćarski klub Krk
- Malonogometni klub Krk
- Streličarski klub Maura kal

## Također pogledajte
- Krčka biskupija

## Vanjske poveznice
- Službene stranice grada Krka
- Turističke stranice grada Krka